# Pliocercus wilmarai
Pliocercus wilmarai är en ormart som beskrevs av Smith, Pérez-Higareda och Chiszar 1996. Pliocercus wilmarai ingår i släktet Pliocercus och familjen snokar. IUCN kategoriserar arten globalt som otillräckligt studerad. Inga underarter finns listade i Catalogue of Life.
Pliocercus wilmarai beskrevs efter exemplar från delstaten Veracruz i sydöstra Mexiko. De hittades där i molnskogar. Individerna gräver i lövskiktet och i det översta jordlagret.
Pliocercus wilmarai listas inte som art av The Reptile Database. Populationen infogas där som synonym i Pliocercus elapoides.